# Moropus
Moropus is een geslacht van uitgestorven onevenhoevigen, dat voorkwam van het Vroeg- tot Midden-Mioceen in Noord-Amerika.

## Beschrijving
De latere Moropus-soorten waren ongeveer drie meter lang met een schouderhoogte van tweehonderdveertig centimeter. De eerste soorten, zoals M. oregonensis, waren echter kleiner en slanker gebouwd met een geschat gewicht tussen de achtenvijftig en negentig kilogram. Moropus had een schuin aflopende rug, een lange hals en een paardachtige kop. Het dier had zwaargebouwde poten, die niet geschikt waren voor rennen. De lange, drietenige voorpoten liepen uit in grote gebogen klauwen, evenals de kortere drietenige achterpoten, die kortere klauwen hadden. Het schedeldak bij de mannelijke exemplaren was hoger en dikker, wat mogelijk wijst op onderliggende gevechten met kopstoten zoals bij geiten voor sociale status en paringsmogelijkheden. Mogelijk kond Moropus zich op zijn achterpoten oprichten om zo met de klauwen van de voorpoten takken naar zich toe te trekken bij het zoeken naar voedsel.

## Vondsten
Fossiele resten van Moropus zijn gevonden in de Verenigde Staten.